# Ann Lee (Sängerin)
Ann Lee (* 12. November 1967 in Sheffield, England als Annerley Gordon) ist eine britische Sängerin.

## Leben und Wirken
Im englischen Sheffield geboren, wanderte Ann Lee schon früh nach Italien aus. Dort wurde sie nach ersten Jobs in Diskotheken als Sängerin entdeckt. Sie veröffentlichte einige Singles als Annerley Gordon und Annalise und war unter diversen Pseudonymen auch für andere Eurodance-Projekte aktiv. Sie arbeitet mit dem Produzenten Larry Pignagnoli zusammen.
1998 erschien mit 2 Times ihre erste Single unter dem Namen Ann Lee, die ihr im Sommer 1999 den bisher einzigen Top-10-Hit bescherte. Mit dem Lied durfte sie auch bei Top of the Pops auftreten. Der Song war auch das Titellied des Liebesfilms Hals über Kopf (2001).
Eine weitere Chartplatzierung gelang ihr in Deutschland, Österreich und im Vereinigten Königreich mit der Single Voices 1999. Anschließend pausierte ihre Musikkarriere. 2009 veröffentlichte sie eine weitere Single namens 2 People.

## Leben
Ann Lee kaufte sich ein Haus in Italien. Ihr Sohn wurde 2005 geboren.

## Diskografie

### Alben
- 2000: Dreams  (ToCo International)
- 2007: So Alive (ToCo International)

### Kompilationen
- 2001: Queens of the Night (Split-CD mit Whigfield & Corona, Discos CNR Chile/ToCo Latino)
- 2013: Xmas Dreams (All The Best Of..) (X-Energy records)

### Singles
- 1990: Sexy Boy – Sexy Toy (als Annerly Gordon)
- 1991: Make Me Look in the Mirror (als Tiffany Jones)
- 1991: Donna (als Annerley Gordon)
- 1991: Bad Love (als Annalise)
- 1992: Take Your Time (als Annerley Gordon)
- 1992: Taste of Love (als Annalise)
- 1992: Give Me Love (als Annalise)
- 1992: Hot ’N’ Ready (als Annerly Gordon)
- 1992: Down Town Rhythm (als Annerly Gordon)
- 1992: Baby Touch Me (als Annalise)
- 1993: Up All Night (als Annerly Gordon)
- 1993: Make Love (als Annalise)
- 1993: Summertime (als Annalise)
- 1993: Everybody Let’s Dance (als Annerly Gordon)
- 1994: Take All My Heart (als Annalise)
- 1994: New Love (als Annalise)
- 1994: Coo Coo Love (als Annalise)
- 1994: Sister Golden Hair (als Lisa Gomez)
- 1998: Voices
- 1999: 2 Times
- 2000: Ring My Bell
- 2001: So Deep
- 2003: No No No
- 2007: Catches Your Love
- 2007: 2 Times 2007
- 2009: 2 People

### Gastbeiträge
- 1992: Crazy for You (Go Go Girls feat. Virginelle & Annalise)
- 1993: Rock Me Babe (Go Go Girls feat. Virginelle & Annalise)
- 1994: Call me (Euroteam feat. Annalise)
- 1994: Can’t Stop the Music (Euroteam feat. Annerly Gordon)
- 1995: Don’t You Leave Me Standing (SOS feat. Annalise)
- 2009: I Get the Feeling (Favretto feat. Ann Lee)
- 2018: Ding a Ling (Mose N & MD DJ feat. Ann Lee)

## Auszeichnungen für Musikverkäufe
| Goldene Schallplatte - Frankreich - 1999: für die Single 2 Times - Neuseeland - 2000: für die Single 2 Times - Schweden - 1999: für die Single 2 Times | Platin-Schallplatte - Australien - 1999: für die Single 2 Times - Belgien - 1999: für die Single 2 Times |

Anmerkung: Auszeichnungen in Ländern aus den Charttabellen bzw. Chartboxen sind in ebendiesen zu finden.
| Land/RegionAuszeichnungen für Musikverkäufe (Land/Region, Auszeichnungen, Verkäufe, Quellen) | Gold     | Platin     | Verkäufe | Quellen                   |
| -------------------------------------------------------------------------------------------- | -------- | ---------- | -------- | ------------------------- |
| Australien (ARIA)                                                                            | —        | Platin1    | 70.000   | aria.com.au               |
| Belgien (BRMA)                                                                               | —        | Platin1    | 50.000   | ultratop.be               |
| Deutschland (BVMI)                                                                           | Gold1    | —          | 250.000  | musikindustrie.de         |
| Frankreich (SNEP)                                                                            | Gold1    | —          | 250.000  | snepmusique.com           |
| Neuseeland (RMNZ)                                                                            | Gold1    | —          | 7.500    | aotearoamusiccharts.co.nz |
| Österreich (IFPI)                                                                            | Gold1    | —          | 25.000   | ifpi.at                   |
| Schweden (IFPI)                                                                              | Gold1    | —          | 15.000   | sverigetopplistan.se      |
| Vereinigtes Königreich (BPI)                                                                 | Gold1    | —          | 400.000  | bpi.co.uk                 |
| Insgesamt                                                                                    | 6× Gold6 | 2× Platin2 |          |                           |

## Auszeichnungen
- 2000: RSH-Gold[7]